# Piotr Naskrecki
Piotr Naskrecki (* 1966 in Posen), manchmal auch Peter Naskrecki zitiert, ist ein polnisch-US-amerikanischer Entomologe, Naturfotograf, Autor und Naturschützer. Er arbeitet am Museum of Comparative Zoology der Harvard University in Cambridge, Massachusetts. Seine Forschungsschwerpunkte sind die Evolution von Laubheuschrecken und verwandten Insekten sowie der Naturschutz.

## Leben
Naskrecki erwarb 1990 seinen Masterabschluss in Zoologie an der Adam-Mickiewicz-Universität Posen. Im Jahr 2000 wurde er mit der Dissertation The phylogeny of katydids (Insecta: Orthoptera: Tettigonidae) and the evolution of their acoustic behavior unter der Leitung von Robert K. Colwell an der University of Connecticut in Storrs, Connecticut, zum Ph.D. in Entomologie promoviert.
Von 2002 bis 2009 war Naskrecki Direktor der Invertebrate Diversity Initiative am Center for Applied Biodiversity Science bei Conservation International in Washington, D.C. 2012 kam Naskrecki auf Einladung von Edward O. Wilson in den Nationalpark Gorongosa in Mosambik, wo 2014 das E. O. Wilson Biodiversity Laboratory gegründet wurde, in dem Naskrecki zunächst stellvertretender Direktor war und seit 2019 Leiter des Labors ist.
Als Fotograf ist Naskrecki bestrebt, die Bedeutung und den Schutz von wirbellosen Tieren zu fördern, indem er sowohl ihre Schönheit als auch ihre Rolle als unverzichtbare Mitglieder der Ökosysteme der Erde festhält. Naskrecki nutzt häufig die Makrofotografie. Er ist eines der Gründungsmitglieder der International League of Conservation Photographers (ILCP).
Naskrecki ist Autor von über 30 wissenschaftlichen, peer-reviewed Artikeln und Buchkapiteln, und seine Fotos und Naturberichte wurden in zahlreichen nationalen und internationalen Publikationen veröffentlicht, darunter Smithsonian Magazine, Natural History, National Wildlife, National Geographic, BBC Wildlife, BBC Knowledge, Terre Sauvage, Time, Ranger Rick und viele andere. Sein Buch The Smaller Majority, das 2005 veröffentlicht wurde, veranschaulicht eine Vielzahl von Bedrohungen, denen wirbellose Tiere ausgesetzt sind, während sein Werk Relics: Travels in Nature's Time Machine aus dem Jahr 2011 lebende Fossilien und Ökosysteme auf der ganzen Welt behandelt. Naskreckis Fotografien wurden an zahlreichen Orten ausgestellt, darunter im American Museum of Natural History in New York City, im Natural History Museum in London, im Museum of Comparative Zoology und im Aquamarine Fukushima (Japan).
Naskrecki war an den Erstbeschreibungen der Laubheuschrecken- und Milben-Gattungen Brachyamytta, Transkeidectes, Cedarbergeniana, Africariola, Pluviasilva, Metacaputus, Rhachitopoides, Lipotactomimus, Podacanthophorus, Inyangana, Gorongosa, Ingrischia, Excelsotarsonemus, Pandanagraecia, Xanthippe, Ovonotus, Simandoa und Spinapecta beteiligt. Daneben beschrieb er zahlreiche Laubheuschreckenarten und wirkte an den Erstbeschreibungen der Fledermausarten Miniopterus wilsoni und Rhinolophus gorongosae aus Mosambik mit.

## Privates
Seit 1996 ist Naskrecki mit Kristin M. Smith verheiratet.

## Dedikationsnamen
Nach Naskrecki sind die Arten Proctolaelaps naskreckii, Hapithus naskreckii, Macrobiotus naskreckii, Holonothrus naskreckii und Ozphyllum naskreckii sowie die Gattung Naskreckia benannt.

## Schriften
- (mit Robert K. Colwell): Systematics and Host Plant Affiliations of Hummingbird Flower Mites of the Genera Tropicoseius Baker & Yunker and Rhinoiseius Baker & Yunker: Acari: Mesostigmata: Ascidae (Monograph Series), 1999
- Katydids of Costa Rica. Systematics and bioacoustics of the cone-head katydids, Band 1, 2001
- Smaller Majority: The Hidden World of the Animals That Dominate the Tropics, 2005
- (mit Barry Bolton, Gary Alpert, Philip S. Ward): Bolton’s Catalogue of Ants of the World: 1758–2005, 2007
- (mit Heather Wright und Yaw Osei-Owusu): Rapid Biological Assessment of the Atewa Range Forest Reserve, Eastern Ghana, 2008
- Relics: Travels in Nature’s Time Machine, 2011
- Still Counting …: Biodiversity Exploration for Conservation: The First 20 Years of the Rapid Assessment Program, 2011
- Field Notes on Science & Nature, 2011
- (mit Edward O. Wilson): A Window on Eternity, 2014
- Hidden Kingdom: The Insect Life of Costa Rica, 2017